# باري د. آدم
باري د. آدم هو عالم اجتماع كندي، ولد في 1952.